# Kolleralm (Dorfgastein)
Die Kolleralm (auch Kohleralm) ist eine Alm in der Gemeinde Dorfgastein im österreichischen Bundesland Salzburg.

## Lage und Charakteristik
Die Kolleralm liegt an den westlichen Berghängen des Fulsecks in der Ankogelgruppe. Sie befindet sich in der Ortschaft Maierhofen und in der Katastralgemeinde Klammstein. Sie ist dem Kohlergut in Harbach zugehörig. Zwischen der Kolleralm und der Wengeralm im Norden hat der Durchganggraben, ein rechtsseitiger Nebenbach der Gasteiner Ache, seinen Ursprung.  Der kleine Spiegelsee oberhalb der Kolleralm ist ein künstlich angelegter Speicherteich zu Beschneiungszwecken. Auf der Alm gedeihen zwei Kleinseggenriede. Der Westen des Areals ist Teil einer Gamswild-Ruhezone, die von 1. Dezember bis 31. Mai nicht betreten werden darf.
Eine Almhütte steht auf einer Höhe von 1633 m ü. A. Hier gibt es eine Stempelstelle für Wandernadeln des Österreichischen Alpenvereins. Im Winter verläuft eine Schipiste über die Kolleralm. Diese ist über die Wengerhochalmbahn erschlossen, eine 2090 Meter lange kuppelbare Vierer-Sesselbahn mit Witterungsschutzhauben. Sie kann mit einer Fahrgeschwindigkeit von 4,5 Meter in der Sekunde im Winter bis zu 2400 Personen in der Stunde und im Sommer bis zu 2000 Personen in der Stunde befördern.

## Geschichte
Im von 1823 bis 1830 erstellten Franziszeischen Kataster ist die Alm als Lenzbauer Alpe mit einer Hütte verzeichnet.